# Čirak
Čirak (tur. çirak < perz. čirag : svijeća, fitilj, kandilo), stalak za svijeću; svijećnjak, kandelir. Riječ se koristi u terminologiji pravoslavne crkve.
Figurativno, u jeziku bogatom turcizmima ta riječ označavala je onoga koji je dobio kakav položaj ili činovničku službu s određenom plaćom. Imala je također i značenje: šegrt, učenik (u privredi); kalfa; sluga, momak.